# IU (cantant)
Lee Ji-eun (en coreà: 이지은; nascuda el 16 de maig de 1993), també coneguda pel seu nom artístic IU (아이유), és una cantautora, compositora i actriu de Corea del Sud.

## Biografia
Va signar amb LOEN Entertainment (ara Kakao Entertainment) el 2007 com a aprenent i va debutar com a cantant als quinze anys amb Lost and Found (2008), el seu primer EP. Tot i que els seus àlbums posteriors, Growing Up i IU...IM, van tenir un èxit popular, va ser només després del llançament de Good Day, el senzill principal del seu àlbum Real del 2010, que va assolir l'estrellat nacional. Good Day va passar cinc setmanes consecutives al capdavant de la llista digital Gaon de Corea del Sud, i el 2019, va ocupar el primer lloc a la llista 100 Greatest K-Pop Songs of the 2010s de Billboard.
Amb l'èxit dels seus àlbums de 2011, Real+ i Last Fantasy, IU es va establir com un referent a les llistes de música del seu país nata. El 2011 també va veure la seva primera incursió en la composició de cançons amb "Hold My Hand", que va ser escrita per a la sèrie de televisió The Greatest Love. El tercer àlbum d'estudi d'IU, Modern Times (2013), va mostrar un estil musical més madur que va marcar una sortida de la seva imatge adolescent anterior, amb diverses cançons que van arribar al top 10 de la llista Gaon Digital. L'àlbum va ocupar el segon lloc a la llista "25 Greatest K-Pop Albums of the 2010s" de Billboard. Posteriorment, IU va exercir un control més creatiu sobre la seva música; Chat-Shire va marcar la primera vegada que va ser acreditada com l'única lletrista del seu propi àlbum. El quart àlbum d'estudi d'IU, Palette (2017), es va convertir en el primer a assolir el número u a la llista d'àlbums mundials de Billboard. Mentre els seus següents discos Love Poem i Lilac van continuar desviant-se dels estils K-pop convencionals, explorant i barrejant diversos gèneres musicals, IU va mantenir constantment el seu domini a les llistes de música de Corea del Sud. El seu senzill Eight del 2020 es va convertir en el primer a assolir el número u a la llista mundial de vendes de cançons digitals de Billboard.
A part de la seva carrera musical, IU també ha actuat i presentat programes de ràdio i televisió. Després del seu paper secundari al drama per a adolescents Dream High (2011) i d'aparicions menors en diverses sèries de televisió, va ser seleccionada per a papers principals a la sèrie dramàtica de televisió You Are the Best! (2013), Pretty Man (2013–14), The Producers (2015) i Moon Lovers: Scarlet Heart Ryeo (2016). El paper d'IU com a treballadora d'oficina desesperada a My Mister (2018) va rebre el reconeixement de la crítica i va guanyar la seva primera nominació a la millor actriu de televisió als 55th Baeksang Arts Awards. El 2019, va protagonitzar la sèrie de pel·lícules d'antologia Persona i la sèrie de televisió fantàstica Hotel del Luna, la darrera de les quals va portar a la seva segona nominació a la millor actriu als Premis Baeksang Arts. El 2022, IU va protagonitzar la pel·lícula Broker de Hirokazu Koreeda al costat de Song Kang-ho, Bae Doona i Gang Dong-won.
IU ha publicat un total de cinc àlbums d'estudi i nou EP, cinc dels quals han arribat al número u a la llista d'àlbums de Gaon, i trenta senzills número u, la qual cosa la converteix en l'artista amb més cançons número u a Corea del Sud. IU es va convertir en el primer grup femení de K-pop en solitari a actuar a l'Olympic Gymnastics Arena durant la etapa de Seül de la seva gira de concerts Love, Poem del 2019, i també la primera artista femenina coreana que va fer un concert en solitari, The Golden Hour, a l'Estadi Olímpic de Seül el 17 i 18 de setembre de 2022. Rolling Stone la va nomenar la 135a cantant més gran de tots els temps en un rànquing de 2023. Ha estat inclosa cinc vegades al top ten de la llista anual de Korea Power Celebrity de la revista Forbes des del 2012 i va assolir el màxim rànquing de número tres aquell any. El 2014, Billboard va reconèixer IU com el líder de tots els temps del seu K-pop Hot 100 amb més cançons número u i l'artista amb més setmanes a la posició número u de la llista. Va ser nomenada Cantant de l'any de Gallup Korea el 2014 i el 2017.

## Discografia
- Growing Up (2009)
- Last Fantasy (2011)
- Modern Times (2013)
- Palette (2017)
- Lilac (2021)

## Filmografia destacada
- Dream High (2011)
- You Are the Best! (2013)
- Bel Ami (2013)
- The Producers (2015)
- Moon Lovers: Scarlet Heart Ryeo (2016)
- My Mister (2018)
- Hotel del Luna (2019)
- Broker (2022)
- Dream (2023)